# Vecchie canaglie
Vecchie canaglie è un film del 2022 diretto da Chiara Sani.

## Trama
Sei amici anziani ospiti della casa di riposo Villa Matura, scoprono che quest'ultima sta per essere chiusa e messa all'asta dalla sua avida proprietaria. I protagonisti cercano in tutti i modi di impedirlo e, mentre si battono per la loro causa, affrontando pericoli e agendo ai margini della legalità, si riscoprono più giovani e vitali di quanto si aspettassero. 

## Distribuzione
Le riprese hanno avuto luogo nell'autunno del 2020, tuttavia, a causa delle limitazioni per contenere la pandemia di COVID-19, la sua uscita è stata rimandata. La pellicola è stata proiettata nelle sale cinematografiche dal 5 maggio 2022.

## Luoghi del film
La pellicola è stata girata interamente in provincia di Bologna. Gran parte delle scene si svolge a Villa Beatrice di Argelato (BO). Altri luoghi riconoscibili sono l'Aeroporto Guglielmo Marconi di Bologna e il Cimitero monumentale della Certosa di Bologna.